# Franz Jordan
Franz Jordan (10. listopadu 1828 Clausthal – 9. prosince 1884 Podmokly) byl německý, později rakouský, respektive český podnikatel a politik německé národnosti, v 2. polovině 19. století poslanec Českého zemského sněmu a starosta Podmokel.

## Biografie
Profesí byl obchodníkem. Narodil se v Clausthalu v tehdejším Hannoverském království. Absolvoval gymnázium v Braunschweigu a pak působil v obchodu. Po dlouhou dobu zastupoval firmu F. W. Seele ve Vídni. Roku 1853 převzal společně s Adolfem Jordanem a Friedrichem Hillegeistem pobočku firmy v Drážďanech, kterou pak rozvíjeli jako samostatný podnik, který si získal mezinárodní postavení. Roku 1856 nabyl Franz Jordan rakouské občanství a usadil se ve městě Podmokly. Zde se zapojil do veřejného života. Roku 1858 se stal členem obecního zastupitelstva a roku 1861 i obecní rady.
Po obnovení ústavního života počátkem 60. let 19. století se zapojil i do zemské politiky. V zemských volbách v Čechách v roce 1861 byl zvolen v kurii obchodních a živnostenských komor (obvod Liberec) do Českého zemského sněmu. Původně přitom měl kandidovat v obvodu na Děčínsku, ale ustoupil vzhledem k tamní kandidatuře hraběte Franze Antona II. von Thun und Hohenstein ve prospěch svého spojence Franze Kliera.
Od roku 1873 byl starostou Podmokel a funkci zastával až do své smrti. Byl aktivní v místních spolcích. Působil dlouhodobě jako okresní starosta. Získal čestné občanství a by mu udělen rytířský kříž Řádu Františka Josefa. Byl evangelického vyznání. Zasloužil se o zbudování evangelického kostela v Podmoklech.
Oženil se s Julií Bachovou (1832–1880). Z manželství vzešli čtyři synové, ale dva z nich zemřeli brzy po narození. Syn Karl (1861–1881) zemřel rovněž předčasně. Vysokého věku se dožil pouze nejmladší Eduard (1864–1933).